# Solanum torvum
Solánum tórvum (лат.) — вид двудольных цветковых растений, относящийся к роду Паслён семейства Паслёновые (Solanaceae).
Крупный звёздчатоопушённый кустарник с изогнутыми шипами на стеблях и небольшими белыми цветками, распространённый в тропических регионах.

## Ботаническое описание

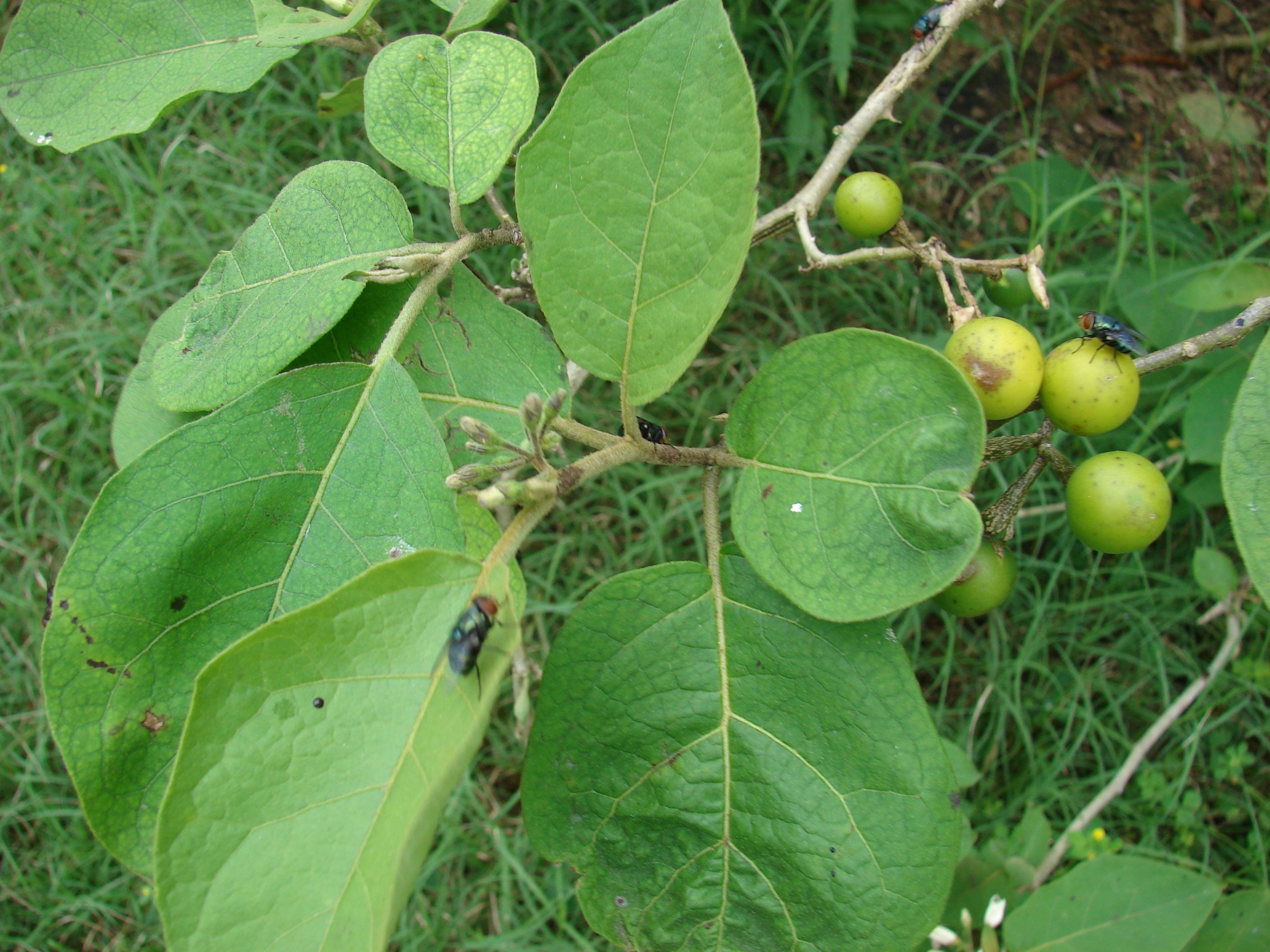
Ветвь с незрелыми плодами

Кустарник до 2 м в более высотой, слабоветвистый, покрытый обильным сероватым звёздчатым опушением, по стеблям с жёсткими загнутыми красноватыми до желтоватых шипами 2,5—10 мм длиной.
Листья очерёдные или в парах, на черешках до 4 см длиной, в очертании яйцевидно-эллиптические, 6—16 × 4—11 см, с сердцевидным или клиновидным основанием и острой верхушкой, обыкновенно выемчатые или пяти- — семилопастные, покрытые обильными жёлтыми звездчатыми волосками.
Соцветия — кистевидные метёлки, образующиеся в пазухах листьев. Цветоносы единожды — дважды разветвлённые, звёздчатоопушённые. Цветки обоеполые и тычиночные, на цветоножке 0,5—1 см длиной, покрытой железистыми и звёздчатыми волосками. Чашечка с 5 яйцевидно-ланцетными лопастями 2—3 мм длиной, покрыта звёздчатыми и железистыми волосками. Венчик колесовидный, белый, пятилопастный, лопасти яйцевидно-ланцетные, 8—10 мм длиной, с внешней стороны с железистым опушением. Пыльники 4—7 мм длиной, на очень коротких нитях. Столбик пестика 6—8 мм длиной.
Плоды — жёлтые в зрелом состоянии, голые ягоды 1—1,5 см в диаметре, на цветоножке до 2 см длиной. Семена уплощённые, 1,5—2 мм в диаметре.

## Распространение
Первоначальный ареал вида — острова Карибского моря, Центральная Америка и северная часть Южной Америки. В настоящее время имеет пантропическое распространение. Признан опасным инвазивным видом в нескольких странах Африки и Океании.
Изредка культивируется в качестве декоративного растения. Плоды после приготовления могут использоваться в пищу.

## Таксономия
Solanum torvum Sw., Prodr. 47 (1788).

### Синонимы
- Solanum ficifolium Ortega, 1800
- Solanum mayanum Lundell, 1942

и другие.